# 西南交通大学希望学院
西南交通大学希望学院是一所由西南交通大学与华西希望集团校企合办的独立学院。学校建校于2009年。

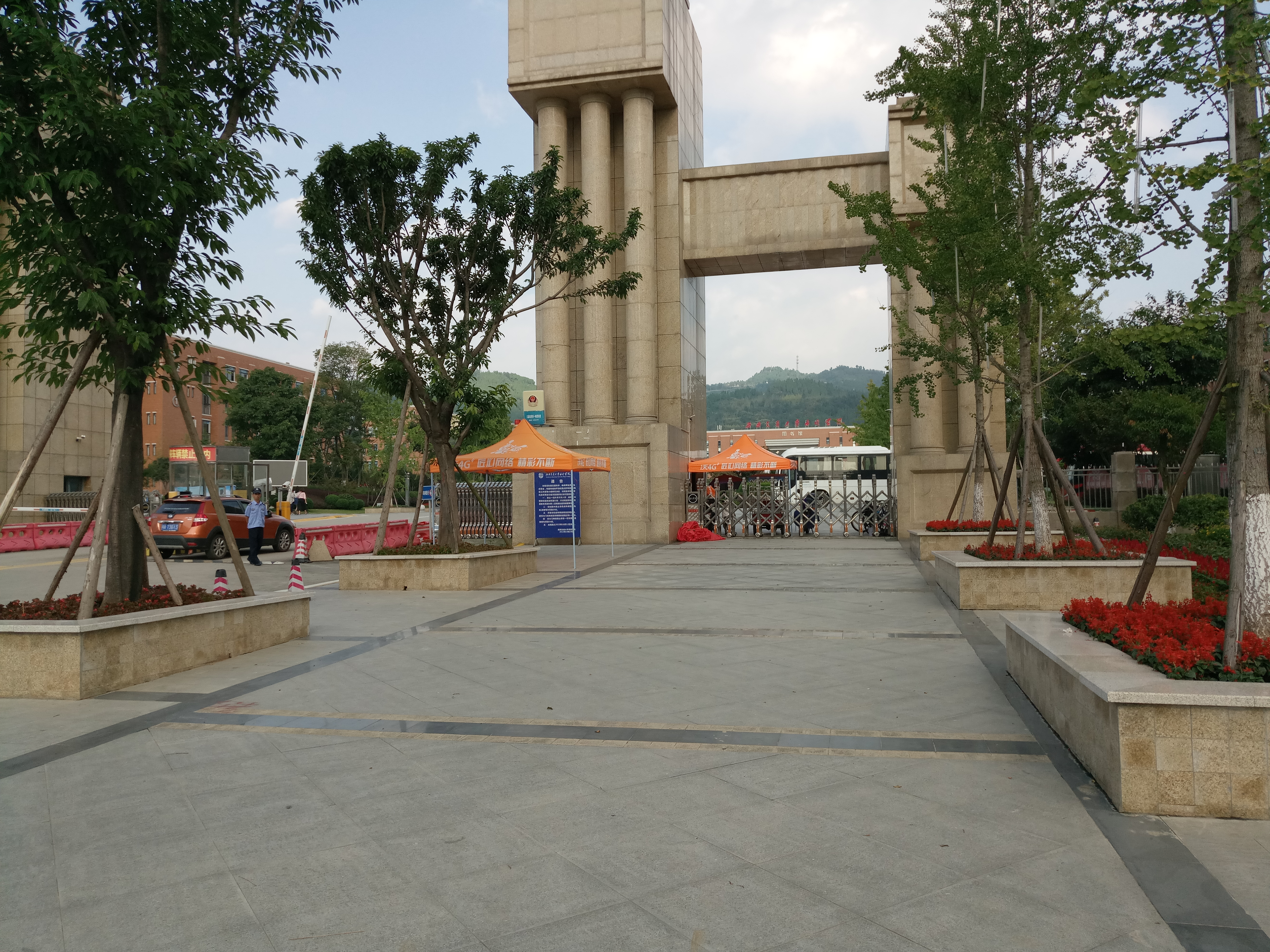
西南交通大学希望学院

## 历史沿革
- 2009年6月16日，学校成立。同年8月，学校首次招生[1]。
- 2015年，学校成为四川省首批转型应用技术型的本科院校。[2]

## 校园环境
目前学院有成都校区。成都校区位于四川省成都市金堂县。

## 院系设置
学院下设土木工程系、经济管理系、交通运输系、机械与电气工程系、外语系、联合系等系部。